# Neocallicrania miegii
Neocallicrania miegii is een rechtvleugelig insect uit de familie van de sabelsprinkhanen (Tettigoniidae). De wetenschappelijke naam van deze soort is voor het eerst voorgesteld als Ephippigera miegii door Ignacio Bolívar in een publicatie uit 1873.
Deze soort komt voor in de berggebieden van Midden-Portugal en Midden-Spanje.